# One California Plaza
One California Plaza – wieżowiec w centrum Los Angeles (Kalifornia) w dzielnicy Bunker Hill. Wchodzi on w skład kompleksu California Plaza (pozostałe części to wieżowiec Two California Plaza i Hotel Omni). Budynek wzniesiono w latach 1983–1985 i pełni on funkcję biurowca. Wieżowiec posiada 42 piętra i wznosi się na wysokość 176,2 m.